# Субальпійські хвойні ліси Гендуаншаню
Субальпійські хвойні ліси Гендуаншаню (ідентифікатор WWF: PA0509) — палеарктичний екорегіон хвойних лісів помірної зони, розташований в горах Гендуаншань на південному заході Китаю.

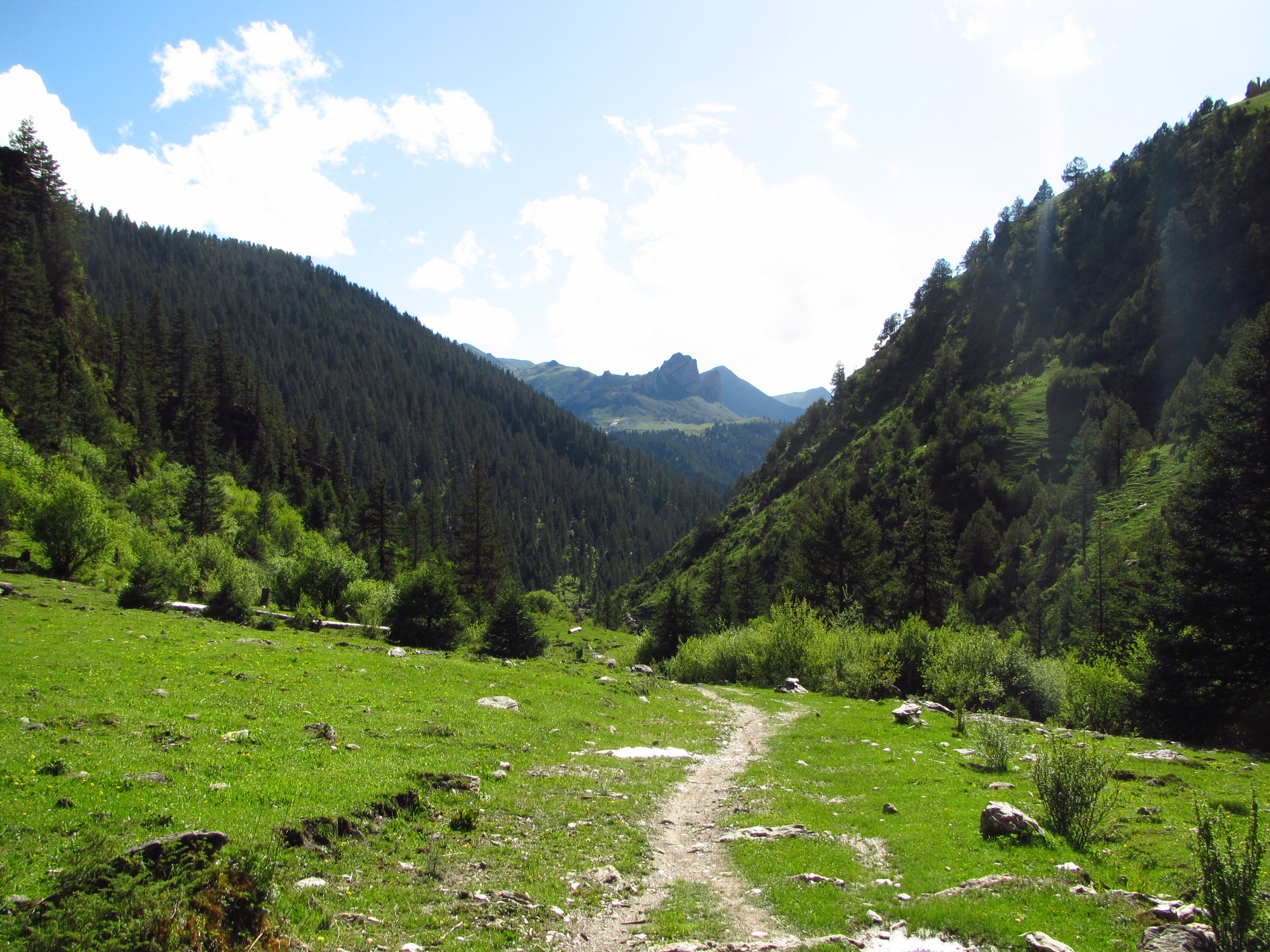
Хвойні ліси в горах Чола (гори) (повіт Деге, Сичуань)

## Географія
Екорегіон субальпійських хвойних лісів Гендуаншаню простягається від крайнього сходу Тибетського автономного округу до північного Юньнаню та до західного Сичуаню, переважно на висоті від 2000 до 4000 м над рівнем моря. Він охоплює систему долин, по яким річки стікають з Тибетського плато до тропічних пагорбів Юньнаньського плато. Цими великими річками, що протікають через територію екорегіону, є Янцзи, або Цзіньшацзян, як її називають у верхів'ях, та її притока Ялунцзян, долини яких розділені високими горами Шалулішань. Серед інших річок, що протікають територією регіону, слід відзначити Літанг, Сяньшуй та Аньнін, які є притоками Ялунцзяну. На півдні екорегіону розташоване озеро Лугуху, північніше яких розташовані гори Мяньмяньшань.
На більших висотах, зокрема в горах Шалулішань, екорегіон переходить у чагарники та луки Південно-Східного Тибету, а в долинах на півдні — у субтропічні вічнозелені ліси Юньнанського плато.

## Флора
Основними рослинними угрупованнями екорегіону є субальпійські хвойні ліси, поширені на висоті від 2800 до 4000 м над рівнем моря. В них переважає один, іноді два види хвойних дерев — тсуґа (Tsuga spp.), ялина (Picea spp.), ялиця (Abies spp.) або модрина (Larix spp.). В нижньому ярусі хвойних лісів ростуть невисокі широколистяні (як вічнозелені, так і листопадні) дерева та великі кущі, зокрема різні види рододендронів (Rhododendron spp.), кленів (Acer spp.), беріз (Betula spp.) та горобини (Sorbus spp.). Хвойні дерева є вищими і водночас ростуть більш розріджено, тоді як широколистяні дерева в нижньому ярусі формують густий намет. В підліску зростають тонкі субальпійські бамбуки фаргезії (Fargesia spp.) та папороті щитники (Dryopteris spp.). На листках і стеблах бамбука та в глибокому шарі лісової підстилки, що повільно розкладається, процвітають мохи, лишайники та гриби. В місцях, де протягом вегетаційного періоду часто трапляються тумани, поширена найдовша доліхоуснея (Dolichousnea longissima), папороть, що звисає з гілок та збирає краплі води з туману.
На розподіл різних порід хвойних дерев впливає висота, а також експозиція схилів, хімічний склад ґрунту та історія пожеж. На найвищих субальпійських схилах, на висоті від 3500 до 4100 м над рівнем моря, поширені ялицеві ліси. Найбільш поширеними видами ялиць в горах Гендуашань є ялиці Джорджа (Abies forrestii var. georgei) та ялиці Делавея (Abies delavayi). Ялинові ліси поширені на висоті від 3100 до 3600 м над рівнем моря, особливо в місцях, де взимку тримається сніг, а влітку спостерігається постійна хмарність. В ялинових лісах, що ростуть в горах на північному заході провінції Юньнань, переважають ліцзянські ялини (Picea likiangensis) та китайські ялини (Picea brachytyla). Там, де ялини та ялиці ростуть поряд, їх легко відрізнити за кольором хвої. Ялини менші і мають блідо-блакитно-зелену хвою, натомість ялиці більші, а їхня хвоя виглядає майже чорною. 
На льодовикових моренах та на порушених внаслідок пожежі або зсуву схилах китайські модрини (Larix potaninii) можуть утворювати чисті ранньосукцесійні насадження, які з часом перетворюються у ялицево-модриновий або ялиново-модриновий ліс. Серед рідкісних хвойних дерев, що зустрічаються в лісах регіону, слід відзначити гімалайський тис (Taxus wallichiana) та китайську дуґласію (Pseudotsuga sinensis).
Дуби (Quercus spp.) в регіоні трапляються на більших висотах, ніж в більшості інших місць. На сонячних, сухих субальпійських схилах, на висоті до 3500 м над рівнем моря, а подекуди навіть вище, гостролисті дуби (Quercus aquifolioides) утворюють змішані насадження з ялицями та модринами. Ці вічнозелені дуби мають шкірясте листя з щільним повстяним покривом на нижній поверхні. На цих висотах також зустрічаються інші породи дубів. представлені чагарниками або невисокими деревами. На низьких схилах в сухих долинах поширені дрібнолисті чагарникові зарості, пристосовані до яскравого сонячного світла та сильних вітрів, які щодня дмуть в долинах. В цьому сухому середовищі також процвітають інтродуковані кактуси опунції (Opuntia spp.).

## Фауна
Серед рідкісних ссавців, поширених в екорегіоні, слід відзначити червону панду (Ailurus fulgens), мішмійського такіна (Budorcas taxicolor taxicolor), гімалайського серау (Capricornis sumatraensis), китайського горала (Naemorhedus griseus), чорну кабаргу (Moschus fuscus), рудочереву кабаргу (Moschus chrysogaster), індійського замбара (Rusa unicolor), чубатого оленя (Elaphodus cephalophus) та ведмежого макаку (Macaca arctoides). Серед хижих ссавців, поширених в регіоні, слід відзначити гімалайського ведмедя (Ursus thibetanus), гірського куона (Cuon alpinus), леопарда (Panthera pardus), золотисту котопуму (Catopuma temminckii) та дуже рідкісну димчасту пантеру (Neofelis nebulosa). В горах на заході регіону мешкають майже ендемічні рідкісні юньнанські рінопітеки (Rhinopithecus bieti). Ці мавпи протягом всього року живуть в субальпійських лісах, на висоті до 4700 м над рівнем моря, найвище серед усіх мавп світу. Основою їх раціону є висячі лишайники, а також листя бамбука та деяких інших рослин.
Серед поширених в екорегіоні птахів слід відзначити жовтогорлого кундика (Tetraophasis szechenyii), алмазного фазана (Chrysolophus amherstiae), китайського орябка (Tetrastes sewerzowi), смугастобоку чагарницю (Ianthocincla lunulata), гірську фульвету (Fulvetta striaticollis) та мупінію (Moupinia poecilotis). Серед майже ендемічних птахів, поширених в регіоні, слід відзначити білих фазанів-вуханів (Crossoptilon crossoptilon), китайських моналів (Lophophorus lhuysii), юннанських повзиків (Sitta yunnanensis), гігантських повзиків (Sitta magna), сичуанських чагарниць (Ianthocincla bieti), китайських кукш (Perisoreus internigrans) та китайських папуг (Psittacula derbiana). На водно-болотних угіддях регіону зимують рідкісні чорношиї журавлі (Grus nigricollis).

## Збереження
Оцінка 2017 року показала, що 11 364 км², або 11 % екорегіону, є заповідними територіями. Природоохоронні території включають: Національний геопарк Юйлунсюешань, Національний природний заповідник Мейлі-Сюешань та Національний парк Путацо. У 2010 році регіон Трьох паралельних річок, який охоплює долини річок Салуїн, Меконг та Янцзи, був внесений до списку Світової спадщини ЮНЕСКО як такий, що підтримує найбільш біорізноманітну та найменш порушену екосистему помірних лісів у світі.